# Литовский государственный исторический архив
Литовский государственный исторический архив (лит. Lietuvos valstybės istorijos archyvas, LVIA) — один из государственных архивов Литвы, находится в Вильнюсе.

## История
История архива восходит к 1852 году, когда был создан Виленский центральный архив древних актов. Во время Первой мировой войны свыше половины документов из этого архива были эвакуированы на территорию современной России.
В 1922 году, когда Вильнюс находился в составе Польской республики бывший Виленский центральный архив древних актов был объединён с рядом других архивных учреждений в Виленские государственные архивы.
Когда в сентябре 1939 года Вильнюс был занят РККА, то документы архива начали вывозить в СССР. 14—22 октября 1939 года 14 или 18 вагонов с документами архива было отправлено в Минск.
Во время германской оккупации Литвы  в 1942—1943 годах свыше 20 вагонов с ранее вывезенными документами архива прибыли из Минска. Директор Вильнюсских государственных архивов Йозас Стакаускас привлек к разгрузке этих вагонов еврейских узников Виленского гетто; они проработали в архиве два года, им выдали удостоверения и их уже не могли послать на какую-то другую работу. Затем Стакаускас спрятал этих 12 евреев в комнате-убежище в архиве и так спас их от гибели.
В 1956 году был официально образован Центральный государственный исторический архив Литовской ССР. В 1963 году было открыто новое здание архива на улице Гяросес Вильтес, д. 10.

## Фонды
В архиве хранятся документы и микрофильмированные материалы за период с 1229 года по 1918 год и книги записи актов гражданского состояния до 1990-х годов. Документы архива подразделяются на восемь крупных комплексов:
- учреждения Великого княжества Литовского (ХVII—ХVIII вв.);
- учреждения Российской империи, действовавшие в Виленской; Ковенской и Сувалкской губерниях (1792—1918);
- учреждения периода германской оккупации в период Первой мировой войны (1915—1918);
- религиозные учреждения: католические, православные, униатские; евангелико-реформатские, евангелико-лютеранские, иудейские мусульманские и караимские (ХVI в.— 1940 г.);
- документы частных лиц, семейные и родовые (ХVI в. — 1940 г.);
- коллекции разных документов (ХV в. — 1940 г.);
- коллекции микрофильмов документов, хранящихся в архивах и библиотеках Белоруссии, России, Латвии, Польши, Украины и Швеции (XIII—XX вв.);
- книги записи актов гражданского состояния (метрики) с 1940 года.

Описи документов к фондам архива в основном составлены на русском языке.